# Rosa juzepczukiana
Rosa juzepczukiana (троянда Юзепчука) — вид рослин з родини трояндових (Rosaceae). Вид названо на честь радянського ботаніка Сергія Васильовича Юзепчука.

## Поширення
Вид зростає в Киргизстані.